# Mercedes-Benz 190 SL
Mercedes-Benz 190 SL (заводський індекс W 121 B II) — спортивний автомобіль виробництва Daimler-Benz, який пропонувався з 1955 по 1963 роки в кузові родстер (пропоновався також з жорстким дахом).
За усталеною традицією Mercedes-Benz, цифри «190» вказували на 1,9-літровий об'єм двигуна. Позначка «SL» вказувала на «Sport Leicht» (полегшена спортивна версія).

## Опис
Mercedes-Benz 300 SL, навіть незважаючи на високу ціну в 29 000 німецьких марок, мав небачений попит, але складна конструкція автомобіля і ручна збірка не могли його задовольнити. Тому, компанія вирішила розробити новий масовий спортивний автомобіль. За основу замість спортивного був узятий седан Mercedes-Benz W121. Кузов автомобіля Mercedes-Benz 190 SL був стилізований під 300 SL, що дозволило представити його як дешевшу (ціна в кінці 1950-х була близько 17 000 німецьких марок) версію основного спортивного автомобіля. 
Всього було випущено 25 881 таких автомобілів.

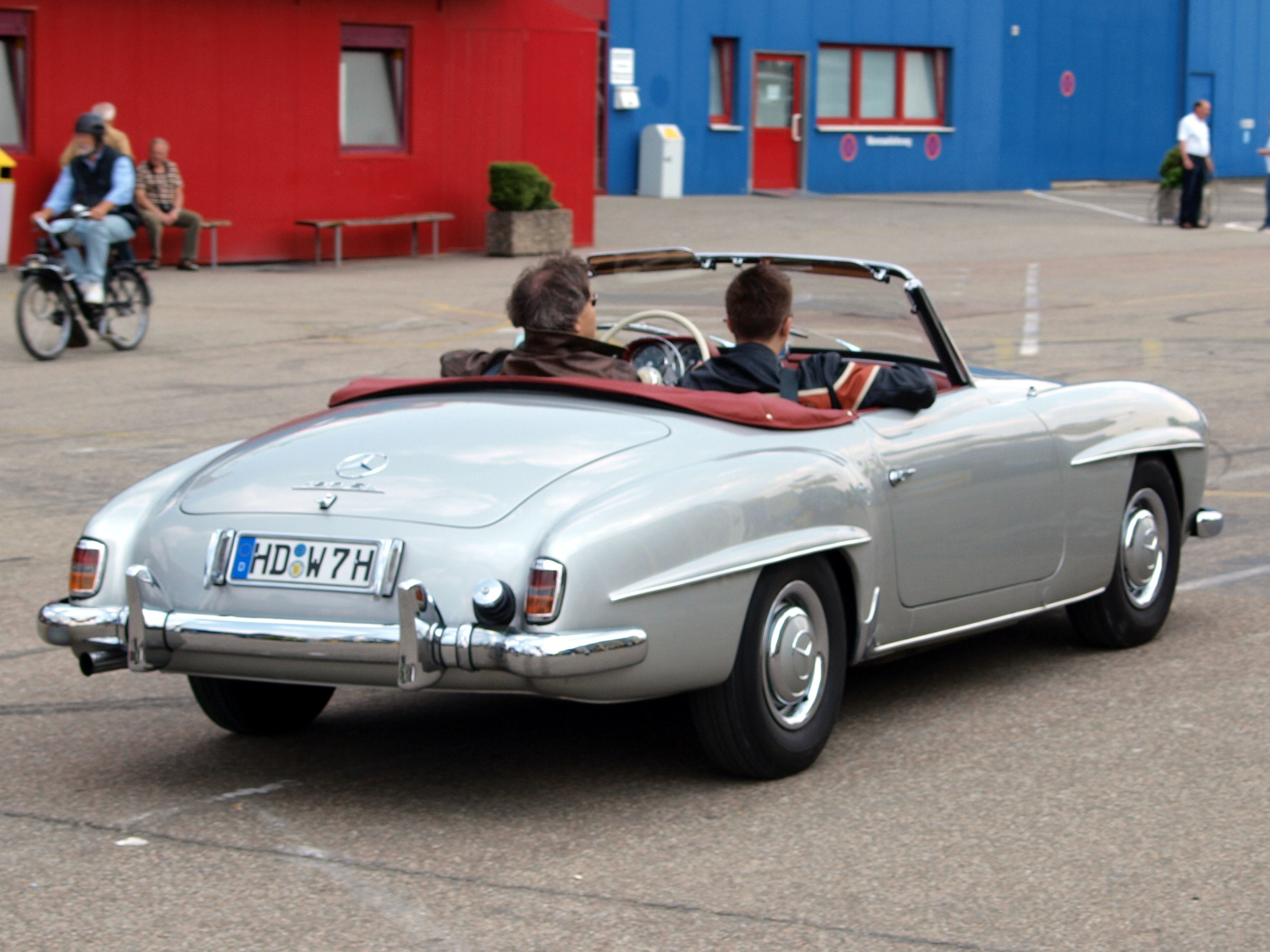
Mercedes-Benz 190 SL (W121 BII)
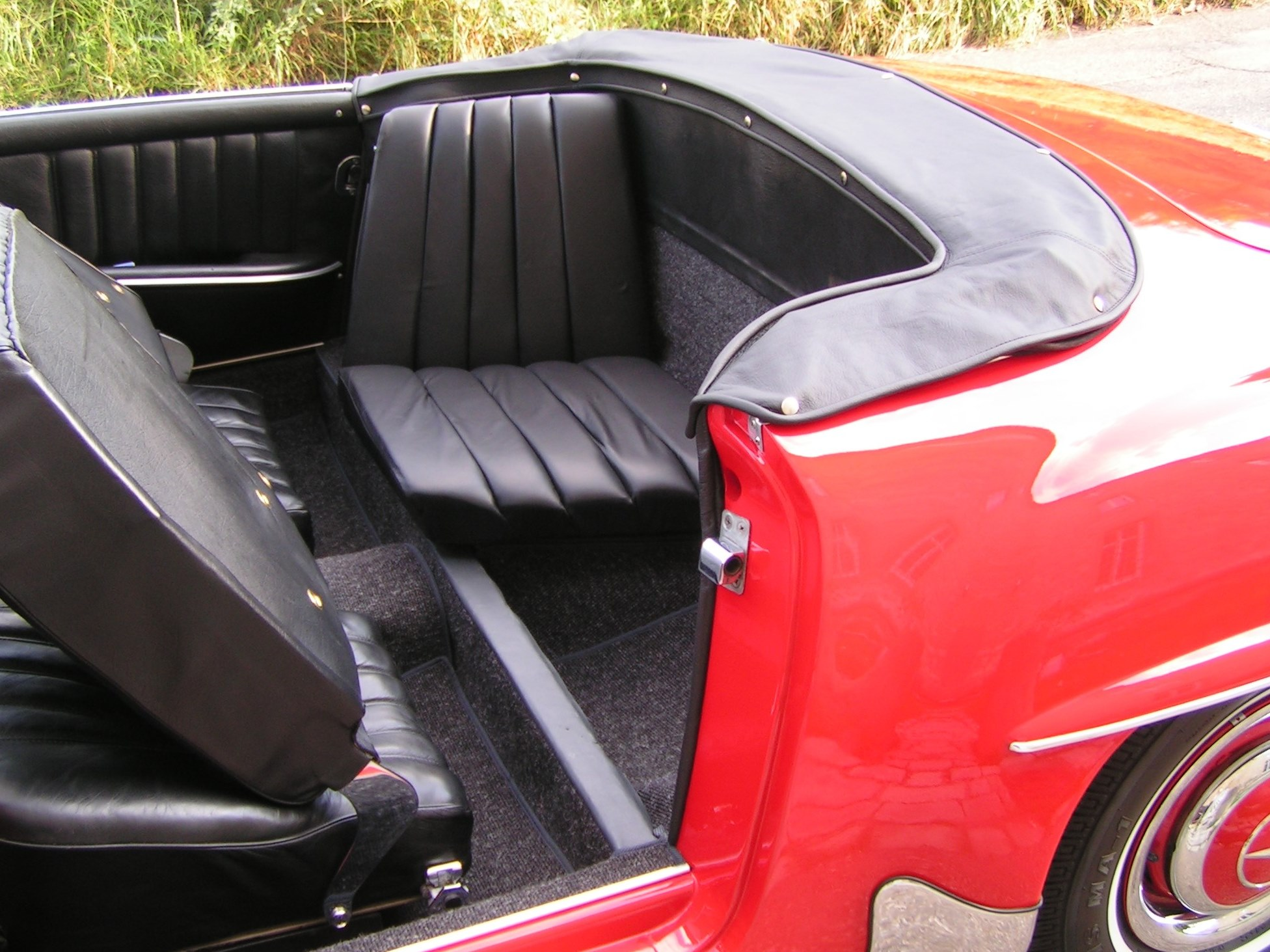
Mercedes-Benz 190 SL (W121 BII)
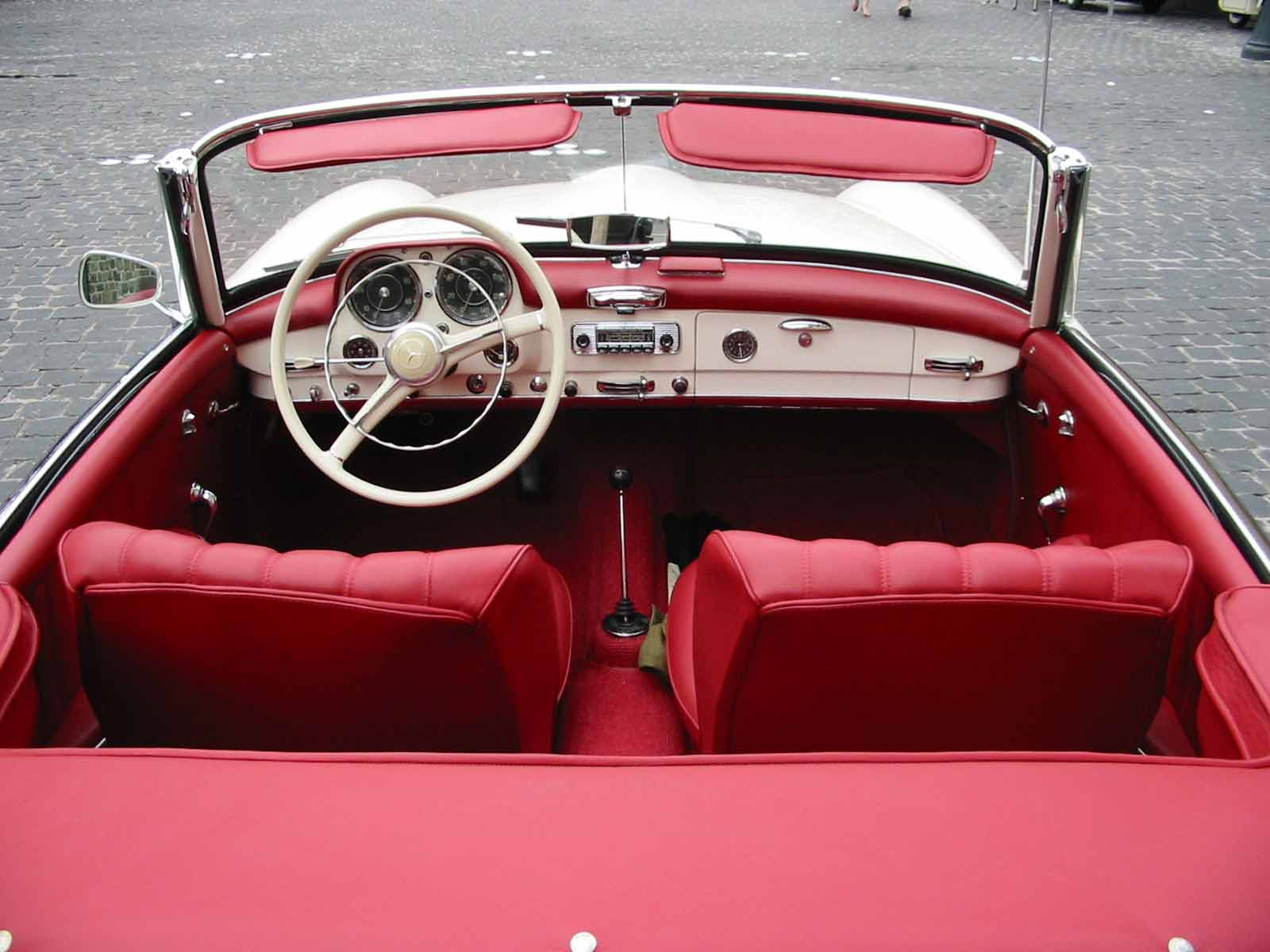
Кокпіт Mercedes-Benz 190 SL (W121 BII)

## Двигун
- 1,897 см3 M121 SOHC I4 105 к.с. при 5700 об/хв 142 Нм при 3200 об/хв

## Виробництво
190 SL пішов у серійне виробництво в травні 1955 року. Останній примірник був доставлений 8 лютого 1963 року. Цифри виробництва (експорт США в дужках) розподіляються за модельними роками таким чином:
- травень - грудень 1955: 1727 (830)
- 1956: 4032 (1849)
- 1957: 3332 (1806)
- 1958: 2722* (628)
- 1959: 3949 (1650)
- 1960: 3977 (1264)
- 1961: 3792 (1509)
- 1962: 2246 (778)
- 1 січня - 8 лютого 1963 р.: 104 (54)

Всього: 25 881 одиниць, з яких 20 636 експортних моделей (з них США = 10 368 одиниць), 5 245 автомобілів поставлено до Німеччини
*) Падіння продажів у 1958 році було пов’язане зі «справою Нітрібітт. Багато клієнтів більше не хотіли мати такий «ганьбісний автомобіль» і скасовували замовлення, і лише через рік кількість нових автомобілів стабілізувалася.